# Peter Jan Beckx

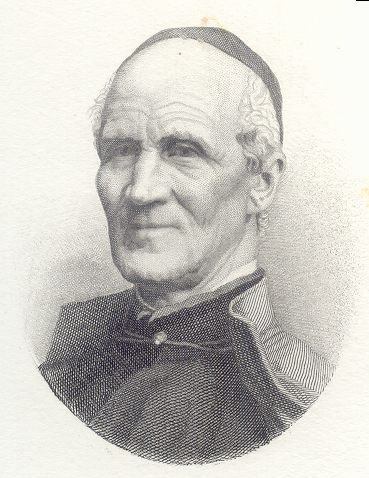
Peter Jan Beckx

Peter Jan Beckx, S.J., (Zichem, 8 februari 1795 - Rome, 4 maart 1887) was de 22e generaal-overste van de Sociëteit van Jezus.
Beckx werd tot priester gewijd in 1819. In 1852 werd hij provinciaal overste te Oostenrijk, om het volgend jaar verkozen te worden tot overste van de jezuïeten, als opvolger van Jan Roothaan. Onder zijn leiding bloeide de orde verder op en het aantal jezuïeten verdubbelde. Er werden nieuwe provincies opgericht. Ook werd zijn streekgenoot Jan Berchmans (Diest) zalig verklaard. In 1883 legde hij de leiding van de orde in de handen van zijn rechterhand Anton Anderledy, die hem het volgende jaar zou opvolgen als 23e generaal-overste. Beckx trok zich terug te Rome, waar hij enkele jaren later overleed.
Rond 1870 redde hij talrijke boeken en manuscripten van de Italiaanse regering, waaronder het manuscript dat een eeuw later bekend zou worden als het Voynichmanuscript, een mysterieus geïllustreerd handschrift.
- Bibliothèque nationale de France: cb13233274c (data)
- Biografisch Portaal: 53513760
- Gemeinsame Normdatei: 116106832
- International Standard Name Identifier: 0000 0000 6299 2149
- Library of Congress Control Number: no00015577
- Nationale Bibliotheek van Tsjechië: jo2016898566
- Nederlandse Thesaurus van Auteursnamen: 069629072
- SNAC: w6vj00m5
- Système universitaire de documentation: 243984839
- Trove: 1009700
- Virtual International Authority File: 37060712
- WorldCat: E39PBJmxXQf7PmCrm343BVhfv3